# Rutilio del Riego Jáñez
Rutilio del Riego Jáñez (Valdesandinas, 21 de septiembre de 1940) es un obispo español que sirvió como obispo auxiliar de la diócesis de San Bernardino.

## Biografía
Nacido en Valdesandinas, Leon, España, estudió Teología en la Universidad Pontificia de Salamanca.
De la Universidad Católica de América en Washington D. C. recibió el 5 de junio de 1965, el sacramento de la ordenación por William Joseph McDonald , obispo auxiliar de la arquidiócesis de San Francisco , en la Basílica del Santuario Nacional de la Inmaculada Concepción en Washington.
Trabajó como sacerdote en las instituciones de Latrobe (Pensilvania) , Washington D. C., San Antonio (Texas), en la ciudad de Nueva York y la diócesis de El Paso. 
Desde 1999 trabajó como vicario y pastor en Riverside en la diócesis de San Bernardino, California.
El 26 de julio de 2005, el papa Benedicto XVI lo nombró obispo titular de Daimlaig y obispo auxiliar de San Bernardino, California
El obispo de San Bernardino, Gerald Richard Barnes, le otorgó la consagración episcopal el 20 de septiembre del 2005; los coconsagrantes fueron el obispo de Las Cruces, Ricardo Ramírez, CSB , y el vicepresidente emérito de la Comisión Pontificia para América Latina , el obispo de la curia, Cipriano Calderón Polo.
Rutilio del Riego es el gran oficial de la Orden del Santo Sepulcro de Jerusalén.
El papa Francisco aceptó su renuncia relacionada con la edad el 11 de diciembre de 2015.